# Monts Javorník
Les monts Javorník (littéralement « monts des érables ») sont un massif montagneux des Carpates occidentales sur la frontière entre la Tchéquie et la Slovaquie.
Le massif se trouve à la limite de la ligne de partage des eaux entre les bassins de l'Oder et du Danube, soit entre la mer Baltique et la mer Noire.

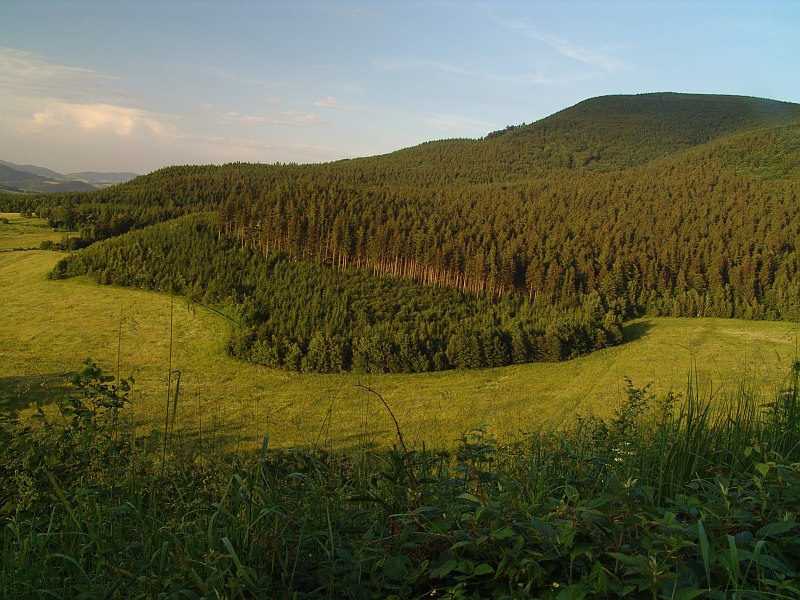
Vue du Veľký Javorník